# فرانك تايلور (سياسي أيرلندي)
فرانك تايلور (بالإنجليزية: Frank Taylor)‏ هو فلاح وسياسي أيرلندي، ولد في 30 مايو 1914، وتوفي في 15 أبريل 1998. حزبياً، نشط في فاين جايل. في الانتخابات العمومية الإيرلندية 1969 ‏، انتخب نائب دييل عن دائرة Clare (Dáil constituency) ‏ وقد انضم خلال فترته النيابية ‏ (2 يوليو 1969 – 5 فبراير 1973)  للكتلة البرلمانية فاين جايل وفي الانتاخابات العمومية الإيرلندية 1973 ‏، انتخب نائب دييل عن دائرة Clare (Dáil constituency) ‏ وقد انضم خلال فترته النيابية ‏ (14 مارس 1973 – 25 مايو 1977)  للكتلة البرلمانية فاين جايل وفي الانتخابات العمومية الإيرلندية 1977 ‏، انتخب نائب دييل عن دائرة Clare (Dáil constituency) ‏ وقد انضم خلال فترته النيابية ‏ (5 يوليو 1977 – 21 مايو 1981)  للكتلة البرلمانية فاين جايل.